# Alias (court métrage)
Pour les articles homonymes, voir Alias.
Alias est un court métrage réalisé par Marina de Van, sorti en 1999.
Il est disponible dans les bonus du DVD Dans ma peau.

## Distribution
- Caroline Brunner : Juliette Troublette
- Anne Le Ny : Cécilia
- Gérard Chaillou : Monsieur Troublette
- Danielle Durou : Madame Troublette
- Charlotte Clamens : Madame Trajet
- Patrick Cartié : Monsieur Trajet
- Gaspard Ulliel : Nicolas Trajet

## Distinction

### Sélection
- Lutins du court métrage 1999[1]